# 真井耕象
真井 耕象（まない こうぞう、1901年3月3日 - 2000年2月16日）は、日本の土木工学者。北海道大学名誉教授。

## 経歴
福岡県に生まれる。福岡県立中学修猷館、旧制第八高等学校を経て、1925年、九州帝国大学工学部土木工学科を卒業。
卒業後、北海道大学工学部に招かれ講師として赴任。1927年、助教授を経て、1942年、教授に就任。鉄道工学第一講座を担任し、鉄道工学、土質力学、道路工学、都市計画学等を講じた。日本において最も早く地盤工学（土質工学）を体系的に講義した一人であった。寒冷地において多くの問題を引き起こしてきた泥炭の工学的性質、地盤の凍上現象等の研究を先駆的に開始していた。
日本学術会議会員として日本の科学技術の進展に尽くし、土質工学会（現・地盤工学会）、土木学会、日本雪氷学会、日本建設機械化協会、北海道土木技術会ほかの支部長、会長、評議員等を務めた。また、北海道総合開発委員会委員として、北海道における鉄道、道路、港湾、航空路などの総合開発計画に参画した。
1964年、北海道大学を定年退官。その後、1971年まで苫小牧工業高等専門学校の初代校長を務める。1971年、勲二等瑞宝章受章。
2000年2月16日、心不全のため死去。